# Good Times (filme)

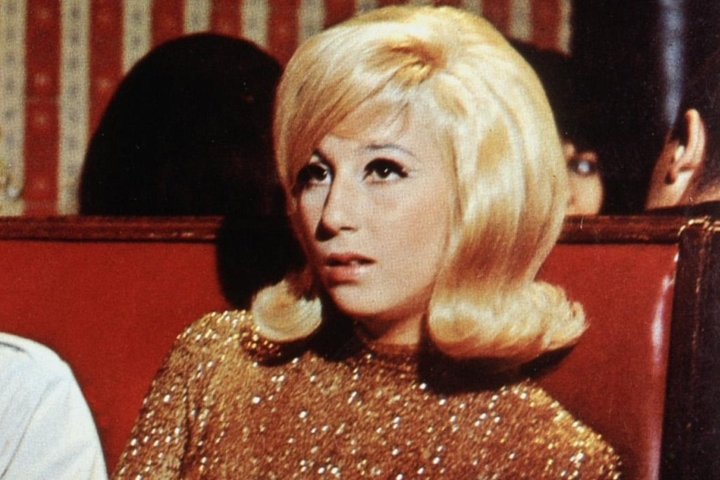
Cher.

Good Times (bra: Tempos Felizes; prt: Good Times) é um filme estadunidense de 1967, do gênero comédia musical, dirigido por William Friedkin e protagonizado pela famosa dupla pop Sonny & Cher.

## Sinopse
Sonny e Cher aparecer como eles mesmos nesta paródia de vários gêneros, incluindo mistérios, westerns e filme de espionagem. O enredo gira em torno de um contrato de cinema oferecido para Sonny pelo poderoso executivo Sr. Mordicus. Sanders também interpreta o antagonista em cada uma das ideias de Sonny para o filme proposto, que são jogados fora em uma série de esquetes com música e dança pela dupla estrela.

## Elenco
- Sonny Bono ... Sonny
- Cher ... Cher
- George Sanders ... Sr. Mordicus / Knife McBlade / White Hunter / Zarubian
- Norman Alden ... Warren
- Larry Duran ... Smith
- Kelly Thordsen ... Tough Hombre
- Lennie Weinrib ... Leslie Garth
- Peter Robbins ... Brandon